# Élections législatives de 2017 en Seine-et-Marne
Les élections législatives françaises de 2017 se déroulent les 11 et 18 juin 2017. Dans le département de Seine-et-Marne, onze députés sont à élire dans le cadre de onze circonscriptions.

## Élus
| Circonscription                                 | Député sortant      | Parti | Parti | Député élu ou réélu   | Parti | Parti |
| ----------------------------------------------- | ------------------- | ----- | ----- | --------------------- | ----- | ----- |
| 1re                                             | Jean-Claude Mignon* |       | LR    | Aude Luquet           |       | MoDem |
| 2e                                              | Valérie Lacroute    |       | LR    | Valérie Lacroute      |       | LR    |
| 3e                                              | Yves Jégo           |       | UDI   | Yves Jégo             |       | UDI   |
| 4e                                              | Christian Jacob     |       | LR    | Christian Jacob       |       | LR    |
| 5e                                              | Franck Riester      |       | LR    | Franck Riester        |       | LR    |
| 6e                                              | Jean-François Copé* |       | LR    | Jean-François Parigi  |       | LR    |
| 7e                                              | Yves Albarello      |       | LR    | Rodrigue Kokouendo    |       | LREM  |
| 8e                                              | Eduardo Rihan Cypel |       | PS    | Jean-Michel Fauvergue |       | LREM  |
| 9e                                              | Guy Geoffroy        |       | LR    | Michèle Peyron        |       | LREM  |
| 10e                                             | Émeric Bréhier*     |       | PS    | Stéphanie Do          |       | LREM  |
| 11e                                             | Olivier Faure       |       | PS    | Olivier Faure         |       | PS    |
| * député sortant ne se représentant pas en 2017 |                     |       |       |                       |       |       |

## Rappel des résultats départementaux des élections de 2012
| Parti          | Parti                                       | Premier tour | Premier tour | Second tour | Second tour | Sièges |  |
| Parti          | Parti                                       | Voix         | %            | Voix        | %           | Sièges |  |
| -------------- | ------------------------------------------- | ------------ | ------------ | ----------- | ----------- | ------ |  |
|                | Union pour un mouvement populaire           | 146 108      | 31,33        | 206 272     | 46,38       | 7      |  |
|                | Parti radical                               | 17 222       | 3,69         | 21 752      | 4,89        | 1      |  |
|                | Divers droite dont DLR, PCD                 | 13 735       | 2,95         |             |             | 0      |  |
|                | Nouveau centre                              | 354          | 0,08         | 0           |             |        |  |
|                | Droite parlementaire                        | 177 419      | 38,05        | 228 024     | 51,27       | 8      |  |
|                |                                             |              |              |             |             |        |  |
|                | Parti socialiste                            | 134 386      | 28,82        | 182 833     | 41,11       | 3      |  |
|                | Europe Écologie Les Verts                   | 21 982       | 4,71         | 16 437      | 3,70        | 0      |  |
|                | Divers gauche dont MRC                      | 16 174       | 3,47         | 17 492      | 3,93        | 0      |  |
|                | Parti radical de gauche                     | 1 182        | 0,25         |             |             | 0      |  |
|                | Majorité présidentielle                     | 173 724      | 37,26        | 216 762     | 48,73       | 3      |  |
|                |                                             |              |              |             |             |        |  |
|                | Front national                              | 73 175       | 15,69        |             |             | 0      |  |
|                | Front de gauche                             | 27 081       | 5,81         | 0           |             |        |  |
|                | Mouvement démocrate                         | 5 535        | 1,19         | 0           |             |        |  |
|                | Divers écologiste dont LT-LNÉ, AÉI et Cap21 | 5 018        | 1,08         | 0           |             |        |  |
|                | Extrême gauche dont LO, NPA, SÉGA et POI    | 3 141        | 0,67         | 0           |             |        |  |
|                | Divers                                      | 1 211        | 0,26         | 0           |             |        |  |
|                |                                             |              |              |             |             |        |  |
| Inscrits       | Inscrits                                    | 844 659      | 100,00       | 844 547     | 100,00      | 11     |  |
| Abstentions    | Abstentions                                 | 372 572      | 44,11        | 386 870     | 45,81       |        |  |
| Votants        | Votants                                     | 472 087      | 55,89        | 457 677     | 54,19       |        |  |
| Blancs et nuls | Blancs et nuls                              | 5 783        | 1,22         | 12 891      | 2,82        |        |  |
| Exprimés       | Exprimés                                    | 466 304      | 98,78        | 444 786     | 97,18       |        |  |

## Résultats

### Résultats à l'échelle du département
|                                                    |                                      |                           |                           |                          |                          |  |
|                                                    |                                      | Premier tour 11 juin 2017 | Premier tour 11 juin 2017 | Second tour 18 juin 2017 | Second tour 18 juin 2017 |  |
|                                                    |                                      |                           |                           |                          |                          |  |
|                                                    |                                      | Nombre                    | % des inscrits            | Nombre                   | % des inscrits           |  |
| Inscrits                                           | Inscrits                             | 881 559                   | 100,00                    | 881 515                  | 100,00                   |  |
| Abstentions                                        | Abstentions                          | 484 632                   | 54,97                     | 540 933                  | 61,36                    |  |
| Votants                                            | Votants                              | 396 927                   | 45,03                     | 340 582                  | 38,64                    |  |
|                                                    |                                      |                           | % des votants             |                          | % des votants            |  |
| Bulletins blancs                                   | Bulletins blancs                     | 6 289                     | 1,58                      | 24 413                   | 7,17                     |  |
| Bulletins nuls                                     | Bulletins nuls                       | 1 970                     | 0,50                      | 8 254                    | 2,42                     |  |
| Suffrages exprimés                                 | Suffrages exprimés                   | 388 668                   | 97,92                     | 307 915                  | 90,41                    |  |
|                                                    |                                      |                           |                           |                          |                          |  |
| Étiquette politique                                | Étiquette politique                  | Voix                      | % des exprimés            | Voix                     | % des exprimés           |  |
|                                                    |                                      |                           |                           |                          |                          |  |
|                                                    | La République en marche              | 98 019                    | 25,22                     | 116 538                  | 37,85                    |  |
|                                                    | Les Républicains                     | 74 964                    | 19,29                     | 105 796                  | 34,36                    |  |
|                                                    | Front national                       | 62 886                    | 16,18                     | 28 995                   | 9,42                     |  |
|                                                    | La France insoumise                  | 49 654                    | 12,78                     | 11 757                   | 3,82                     |  |
|                                                    | Parti socialiste                     | 25 375                    | 6,53                      | 13 639                   | 4,43                     |  |
|                                                    | Union des démocrates et indépendants | 17 464                    | 4,49                      | 18 531                   | 6,02                     |  |
|                                                    | Europe Écologie Les Verts            | 11 365                    | 2,92                      |                          |                          |  |
|                                                    | Mouvement démocrate                  | 11 126                    | 2,86                      | 12 659                   | 4,11                     |  |
|                                                    | Parti communiste français            | 9 251                     | 2,38                      |                          |                          |  |
|                                                    | Debout la France                     | 8 616                     | 2,22                      |                          |                          |  |
|                                                    | Parti radical de gauche              | 5 303                     | 1,36                      |                          |                          |  |
|                                                    | Divers                               | 4 319                     | 1,11                      |                          |                          |  |
|                                                    | Extrême gauche                       | 3 190                     | 0,82                      |                          |                          |  |
|                                                    | Divers droite                        | 2 884                     | 0,74                      |                          |                          |  |
|                                                    | Écologiste                           | 2 103                     | 0,54                      |                          |                          |  |
|                                                    | Divers gauche                        | 1 573                     | 0,40                      |                          |                          |  |
|                                                    | Régionaliste                         | 356                       | 0,09                      |                          |                          |  |
|                                                    | Extrême droite                       | 220                       | 0,06                      |                          |                          |  |
| Source : Ministère de l'Intérieur - Seine-et-Marne |                                      |                           |                           |                          |                          |  |

### Résultats par circonscription

#### Première circonscription
Député sortant : Jean-Claude Mignon (Les Républicains).
|                                                                                |                                                                         |                           |                           |                          |                          |
|                                                                                |                                                                         | Premier tour 11 juin 2017 | Premier tour 11 juin 2017 | Second tour 18 juin 2017 | Second tour 18 juin 2017 |
|                                                                                |                                                                         |                           |                           |                          |                          |
|                                                                                |                                                                         | Nombre                    | % des inscrits            | Nombre                   | % des inscrits           |
| Inscrits                                                                       | Inscrits                                                                | 70 919                    | 100,00                    | 70 918                   | 100,00                   |
| Abstentions                                                                    | Abstentions                                                             | 40 476                    | 57,07                     | 45 374                   | 63,98                    |
| Votants                                                                        | Votants                                                                 | 30 443                    | 42,93                     | 25 544                   | 36,02                    |
|                                                                                |                                                                         |                           | % des votants             |                          | % des votants            |
| Bulletins blancs                                                               | Bulletins blancs                                                        | 516                       | 1,69                      | 2 085                    | 8,16                     |
| Bulletins nuls                                                                 | Bulletins nuls                                                          | 167                       | 0,55                      | 858                      | 3,36                     |
| Suffrages exprimés                                                             | Suffrages exprimés                                                      | 29 760                    | 97,76                     | 22 601                   | 88,48                    |
|                                                                                |                                                                         |                           |                           |                          |                          |
| Candidat Étiquette politique (partis et alliances)                             | Candidat Étiquette politique (partis et alliances)                      | Voix                      | % des exprimés            | Voix                     | % des exprimés           |
|                                                                                |                                                                         |                           |                           |                          |                          |
|                                                                                | Aude Luquet Mouvement démocrate (La République en marche)               | 11 126                    | 37,39                     | 12 659                   | 56,01                    |
|                                                                                | Denis Jullemier Les Républicains (Union des démocrates et indépendants) | 5 440                     | 18,28                     | 9 942                    | 43,99                    |
|                                                                                | Stéfanie Coniglio Front national                                        | 4 333                     | 14,56                     |                          |                          |
|                                                                                | Bénédicte Monville La France insoumise                                  | 3 802                     | 12,78                     |                          |                          |
|                                                                                | Nicolas Alix Parti socialiste                                           | 1 774                     | 5,96                      |                          |                          |
|                                                                                | Léa Huguet Debout la France                                             | 714                       | 2,40                      |                          |                          |
|                                                                                | Nathalie Beaulnes-Sereni Divers droite                                  | 542                       | 1,82                      |                          |                          |
|                                                                                | Franck Vezilier Divers droite                                           | 503                       | 1,69                      |                          |                          |
|                                                                                | Yves Rémy Parti communiste français                                     | 485                       | 1,63                      |                          |                          |
|                                                                                | Catherine Gallois Divers (Union populaire républicaine)                 | 280                       | 0,94                      |                          |                          |
|                                                                                | Jean-Louis Guerrier Lutte ouvrière                                      | 249                       | 0,84                      |                          |                          |
|                                                                                | Malika Hadbi Divers gauche (Mouvement des progressistes)                | 152                       | 0,51                      |                          |                          |
|                                                                                | Najib Azrgui Divers (Union des démocrates musulmans français)           | 152                       | 0,51                      |                          |                          |
|                                                                                | Patrick Delvert Extrême gauche (Parti ouvrier indépendant démocratique) | 110                       | 0,37                      |                          |                          |
|                                                                                | Henri Komivi Djolegbehou Divers droite                                  | 59                        | 0,20                      |                          |                          |
|                                                                                | Flavien Atse Divers                                                     | 32                        | 0,11                      |                          |                          |
|                                                                                | Bénédicte Savatier Divers droite (Parti chrétien-démocrate)             | 7                         | 0,02                      |                          |                          |
| Source : Ministère de l'Intérieur - Première circonscription de Seine-et-Marne |                                                                         |                           |                           |                          |                          |

#### Deuxième circonscription
Député sortant : Valérie Lacroute (Les Républicains).
|                                                                                |                                                                                             |                           |                           |                          |                          |
|                                                                                |                                                                                             | Premier tour 11 juin 2017 | Premier tour 11 juin 2017 | Second tour 18 juin 2017 | Second tour 18 juin 2017 |
|                                                                                |                                                                                             |                           |                           |                          |                          |
|                                                                                |                                                                                             | Nombre                    | % des inscrits            | Nombre                   | % des inscrits           |
| Inscrits                                                                       | Inscrits                                                                                    | 79 744                    | 100,00                    | 79 725                   | 100,00                   |
| Abstentions                                                                    | Abstentions                                                                                 | 39 673                    | 49,75                     | 44 362                   | 55,64                    |
| Votants                                                                        | Votants                                                                                     | 40 071                    | 50,25                     | 35 363                   | 44,36                    |
|                                                                                |                                                                                             |                           | % des votants             |                          | % des votants            |
| Bulletins blancs                                                               | Bulletins blancs                                                                            | 451                       | 1,13                      | 2 137                    | 6,04                     |
| Bulletins nuls                                                                 | Bulletins nuls                                                                              | 172                       | 0,43                      | 778                      | 2,20                     |
| Suffrages exprimés                                                             | Suffrages exprimés                                                                          | 39 448                    | 98,45                     | 32 448                   | 91,76                    |
|                                                                                |                                                                                             |                           |                           |                          |                          |
| Candidat Étiquette politique (partis et alliances)                             | Candidat Étiquette politique (partis et alliances)                                          | Voix                      | % des exprimés            | Voix                     | % des exprimés           |
|                                                                                |                                                                                             |                           |                           |                          |                          |
|                                                                                | Estelle Rousseau La République en marche                                                    | 13 849                    | 35,11                     | 14 897                   | 45,91                    |
|                                                                                | Valérie Lacroute (députée sortante) Les Républicains (Union des démocrates et indépendants) | 11 223                    | 28,45                     | 17 551                   | 54,09                    |
|                                                                                | Marie Garcia Front national                                                                 | 6 020                     | 15,26                     |                          |                          |
|                                                                                | Renaud Hamard La France insoumise                                                           | 3 727                     | 9,45                      |                          |                          |
|                                                                                | Rose de La Fuente Europe Écologie Les Verts                                                 | 1 889                     | 4,79                      |                          |                          |
|                                                                                | Jean-Marc Champniers Debout la France                                                       | 807                       | 2,05                      |                          |                          |
|                                                                                | David Allaert Parti communiste français                                                     | 643                       | 1,63                      |                          |                          |
|                                                                                | Juanito Durosset Écologiste                                                                 | 537                       | 1,36                      |                          |                          |
|                                                                                | Fabien Champagne Divers (Union populaire républicaine)                                      | 302                       | 0,77                      |                          |                          |
|                                                                                | Élodie Broch Lutte ouvrière                                                                 | 250                       | 0,63                      |                          |                          |
|                                                                                | Patricia Grimeau Extrême gauche (Parti ouvrier indépendant démocratique)                    | 120                       | 0,30                      |                          |                          |
|                                                                                | Sylvie Henry Régionaliste                                                                   | 81                        | 0,21                      |                          |                          |
| Source : Ministère de l'Intérieur - Deuxième circonscription de Seine-et-Marne |                                                                                             |                           |                           |                          |                          |

#### Troisième circonscription
Député sortant : Yves Jégo (Union des démocrates et indépendants).
|                                                                                 |                                                                                    |                           |                           |                          |                          |
|                                                                                 |                                                                                    | Premier tour 11 juin 2017 | Premier tour 11 juin 2017 | Second tour 18 juin 2017 | Second tour 18 juin 2017 |
|                                                                                 |                                                                                    |                           |                           |                          |                          |
|                                                                                 |                                                                                    | Nombre                    | % des inscrits            | Nombre                   | % des inscrits           |
| Inscrits                                                                        | Inscrits                                                                           | 75 460                    | 100,00                    | 75 460                   | 100,00                   |
| Abstentions                                                                     | Abstentions                                                                        | 41 523                    | 55,03                     | 45 485                   | 60,28                    |
| Votants                                                                         | Votants                                                                            | 33 937                    | 44,97                     | 29 975                   | 39,72                    |
|                                                                                 |                                                                                    |                           | % des votants             |                          | % des votants            |
| Bulletins blancs                                                                | Bulletins blancs                                                                   | 901                       | 2,65                      | 2 525                    | 8,42                     |
| Bulletins nuls                                                                  | Bulletins nuls                                                                     | 223                       | 0,66                      | 645                      | 2,15                     |
| Suffrages exprimés                                                              | Suffrages exprimés                                                                 | 32 813                    | 96,69                     | 26 805                   | 89,42                    |
|                                                                                 |                                                                                    |                           |                           |                          |                          |
| Candidat Étiquette politique (partis et alliances)                              | Candidat Étiquette politique (partis et alliances)                                 | Voix                      | % des exprimés            | Voix                     | % des exprimés           |
|                                                                                 |                                                                                    |                           |                           |                          |                          |
|                                                                                 | Yves Jégo (député sortant) Union des démocrates et indépendants (Les Républicains) | 13 176                    | 40,15                     | 18 531                   | 69,13                    |
|                                                                                 | Aymeric Durox Front national                                                       | 6 701                     | 20,42                     | 8 274                    | 30,87                    |
|                                                                                 | Agnès Erdemsel La France insoumise                                                 | 4 927                     | 15,02                     |                          |                          |
|                                                                                 | Marie-Laure Fages Parti socialiste                                                 | 2 907                     | 8,86                      |                          |                          |
|                                                                                 | Rosa Lacerda Europe Écologie Les Verts                                             | 1 956                     | 5,96                      |                          |                          |
|                                                                                 | Stéfan Milosevic Debout la France                                                  | 1 075                     | 3,28                      |                          |                          |
|                                                                                 | Virginie Masson Parti communiste français                                          | 727                       | 2,22                      |                          |                          |
|                                                                                 | François Bettencourt Divers droite                                                 | 412                       | 1,26                      |                          |                          |
|                                                                                 | Brigitte Waguet Divers (Union populaire républicaine)                              | 331                       | 1,01                      |                          |                          |
|                                                                                 | Catherine Van Cauteren Lutte ouvrière                                              | 267                       | 0,81                      |                          |                          |
|                                                                                 | Nadia Belaghlem Boukherouba Divers                                                 | 183                       | 0,56                      |                          |                          |
|                                                                                 | Alain Aucouturier Extrême gauche (Parti ouvrier indépendant démocratique)          | 151                       | 0,46                      |                          |                          |
| Source : Ministère de l'Intérieur - Troisième circonscription de Seine-et-Marne |                                                                                    |                           |                           |                          |                          |

#### Quatrième circonscription
Député sortant : Christian Jacob (Les Républicains).
|                                                                                 |                                                                                          |                           |                           |                          |                          |
|                                                                                 |                                                                                          | Premier tour 11 juin 2017 | Premier tour 11 juin 2017 | Second tour 18 juin 2017 | Second tour 18 juin 2017 |
|                                                                                 |                                                                                          |                           |                           |                          |                          |
|                                                                                 |                                                                                          | Nombre                    | % des inscrits            | Nombre                   | % des inscrits           |
| Inscrits                                                                        | Inscrits                                                                                 | 87 942                    | 100,00                    | 87 944                   | 100,00                   |
| Abstentions                                                                     | Abstentions                                                                              | 44 740                    | 50,87                     | 50 509                   | 57,43                    |
| Votants                                                                         | Votants                                                                                  | 43 202                    | 49,13                     | 37 435                   | 42,57                    |
|                                                                                 |                                                                                          |                           | % des votants             |                          | % des votants            |
| Bulletins blancs                                                                | Bulletins blancs                                                                         | 574                       | 1,33                      | 2 489                    | 6,65                     |
| Bulletins nuls                                                                  | Bulletins nuls                                                                           | 235                       | 0,54                      | 1 016                    | 2,71                     |
| Suffrages exprimés                                                              | Suffrages exprimés                                                                       | 42 393                    | 98,13                     | 33 930                   | 90,64                    |
|                                                                                 |                                                                                          |                           |                           |                          |                          |
| Candidat Étiquette politique (partis et alliances)                              | Candidat Étiquette politique (partis et alliances)                                       | Voix                      | % des exprimés            | Voix                     | % des exprimés           |
|                                                                                 |                                                                                          |                           |                           |                          |                          |
|                                                                                 | Christian Jacob (député sortant) Les Républicains (Union des démocrates et indépendants) | 13 743                    | 32,42                     | 20 957                   | 61,77                    |
|                                                                                 | Emmanuel Marcadet La République en marche                                                | 11 045                    | 26,05                     | 12 973                   | 38,23                    |
|                                                                                 | Pierre Cherrier Front national                                                           | 8 636                     | 20,37                     |                          |                          |
|                                                                                 | Julie Garnier-Martinez La France insoumise                                               | 4 504                     | 10,62                     |                          |                          |
|                                                                                 | Olivier Husson Parti socialiste                                                          | 1 390                     | 3,28                      |                          |                          |
|                                                                                 | Quentin Picquenot Europe Écologie Les Verts                                              | 1 147                     | 2,71                      |                          |                          |
|                                                                                 | Guy François Debout la France                                                            | 719                       | 1,70                      |                          |                          |
|                                                                                 | Christian Nail Parti communiste français                                                 | 675                       | 1,59                      |                          |                          |
|                                                                                 | Jean-Yves Gaudey Lutte ouvrière                                                          | 306                       | 0,72                      |                          |                          |
|                                                                                 | Nathalie Brillaut Divers (Union populaire républicaine)                                  | 228                       | 0,54                      |                          |                          |
| Source : Ministère de l'Intérieur - Quatrième circonscription de Seine-et-Marne |                                                                                          |                           |                           |                          |                          |

#### Cinquième circonscription
Député sortant : Franck Riester (Les Républicains).
|                                                                                 |                                                                                         |                           |                           |                          |                          |
|                                                                                 |                                                                                         | Premier tour 11 juin 2017 | Premier tour 11 juin 2017 | Second tour 18 juin 2017 | Second tour 18 juin 2017 |
|                                                                                 |                                                                                         |                           |                           |                          |                          |
|                                                                                 |                                                                                         | Nombre                    | % des inscrits            | Nombre                   | % des inscrits           |
| Inscrits                                                                        | Inscrits                                                                                | 84 897                    | 100,00                    | 84 878                   | 100,00                   |
| Abstentions                                                                     | Abstentions                                                                             | 47 905                    | 56,43                     | 52 648                   | 62,03                    |
| Votants                                                                         | Votants                                                                                 | 36 992                    | 43,57                     | 32 230                   | 37,97                    |
|                                                                                 |                                                                                         |                           | % des votants             |                          | % des votants            |
| Bulletins blancs                                                                | Bulletins blancs                                                                        | 764                       | 2,07                      | 1 765                    | 5,48                     |
| Bulletins nuls                                                                  | Bulletins nuls                                                                          | 296                       | 0,80                      | 676                      | 2,10                     |
| Suffrages exprimés                                                              | Suffrages exprimés                                                                      | 35 932                    | 97,13                     | 29 789                   | 92,43                    |
|                                                                                 |                                                                                         |                           |                           |                          |                          |
| Candidat Étiquette politique (partis et alliances)                              | Candidat Étiquette politique (partis et alliances)                                      | Voix                      | % des exprimés            | Voix                     | % des exprimés           |
|                                                                                 |                                                                                         |                           |                           |                          |                          |
|                                                                                 | Franck Riester (député sortant) Les Républicains (Union des démocrates et indépendants) | 14 343                    | 39,92                     | 20 523                   | 68,89                    |
|                                                                                 | Joffrey Bollée Front national                                                           | 7 397                     | 20,59                     | 9 266                    | 31,11                    |
|                                                                                 | Clémentine-Audrey Simonnet Parti radical de gauche                                      | 5 303                     | 14,76                     |                          |                          |
|                                                                                 | Mounia Charaf La France insoumise                                                       | 4 530                     | 12,61                     |                          |                          |
|                                                                                 | Sofia Flores Divers gauche (Nouvelle Donne)                                             | 1 231                     | 3,43                      |                          |                          |
|                                                                                 | Martial Morelle Debout la France                                                        | 931                       | 2,59                      |                          |                          |
|                                                                                 | Franck Bracquemart Écologiste (Mouvement 100 % - Libres Citoyens)                       | 733                       | 2,04                      |                          |                          |
|                                                                                 | Jean-Paul Cadeddu Parti communiste français                                             | 667                       | 1,86                      |                          |                          |
|                                                                                 | Éric Noirez Divers (Union populaire républicaine)                                       | 304                       | 0,85                      |                          |                          |
|                                                                                 | Gwénaëlle Jourdren Lutte ouvrière                                                       | 296                       | 0,82                      |                          |                          |
|                                                                                 | Yvon Tregoat Divers gauche (Mouvement des progressistes)                                | 190                       | 0,53                      |                          |                          |
|                                                                                 | Sébastien Chimot Divers droite (Centre national des indépendants et paysans)            | 7                         | 0,02                      |                          |                          |
| Source : Ministère de l'Intérieur - Cinquième circonscription de Seine-et-Marne |                                                                                         |                           |                           |                          |                          |

#### Sixième circonscription
Député sortant : Jean-François Copé (Les Républicains).
|                                                                               |                                                                              |                           |                           |                          |                          |
|                                                                               |                                                                              | Premier tour 11 juin 2017 | Premier tour 11 juin 2017 | Second tour 18 juin 2017 | Second tour 18 juin 2017 |
|                                                                               |                                                                              |                           |                           |                          |                          |
|                                                                               |                                                                              | Nombre                    | % des inscrits            | Nombre                   | % des inscrits           |
| Inscrits                                                                      | Inscrits                                                                     | 78 125                    | 100,00                    | 78 121                   | 100,00                   |
| Abstentions                                                                   | Abstentions                                                                  | 43 437                    | 55,60                     | 48 843                   | 62,52                    |
| Votants                                                                       | Votants                                                                      | 34 688                    | 44,40                     | 29 278                   | 37,48                    |
|                                                                               |                                                                              |                           | % des votants             |                          | % des votants            |
| Bulletins blancs                                                              | Bulletins blancs                                                             | 578                       | 1,67                      | 2 407                    | 8,22                     |
| Bulletins nuls                                                                | Bulletins nuls                                                               | 152                       | 0,44                      | 801                      | 2,74                     |
| Suffrages exprimés                                                            | Suffrages exprimés                                                           | 33 958                    | 97,90                     | 26 070                   | 89,04                    |
|                                                                               |                                                                              |                           |                           |                          |                          |
| Candidat Étiquette politique (partis et alliances)                            | Candidat Étiquette politique (partis et alliances)                           | Voix                      | % des exprimés            | Voix                     | % des exprimés           |
|                                                                               |                                                                              |                           |                           |                          |                          |
|                                                                               | Laëtitia Martig-Decès La République en marche                                | 10 298                    | 30,33                     | 11 703                   | 44,89                    |
|                                                                               | Jean-François Parigi Les Républicains (Union des démocrates et indépendants) | 8 115                     | 23,90                     | 14 367                   | 55,11                    |
|                                                                               | Béatrice Roullaud Front national                                             | 6 437                     | 18,96                     |                          |                          |
|                                                                               | Valérie Delage La France insoumise                                           | 4 898                     | 14,42                     |                          |                          |
|                                                                               | Séverine Leclercq Europe Écologie Les Verts                                  | 1 170                     | 3,45                      |                          |                          |
|                                                                               | Martial Souverain Parti socialiste                                           | 1 064                     | 3,13                      |                          |                          |
|                                                                               | Vincent Morelle Debout la France                                             | 754                       | 2,22                      |                          |                          |
|                                                                               | Coralie Jobelin Parti communiste français                                    | 475                       | 1,40                      |                          |                          |
|                                                                               | Thierry Gasniere Divers (Union populaire républicaine)                       | 271                       | 0,80                      |                          |                          |
|                                                                               | Annie Rieupet Lutte ouvrière                                                 | 256                       | 0,75                      |                          |                          |
|                                                                               | Jonathan Legentil Extrême droite (Souveraineté, identité et libertés)        | 220                       | 0,65                      |                          |                          |
| Source : Ministère de l'Intérieur - Sixième circonscription de Seine-et-Marne |                                                                              |                           |                           |                          |                          |

#### Septième circonscription
Député sortant : Yves Albarello (Les Républicains).
|                                                                                |                                                                                            |                           |                           |                          |                          |
|                                                                                |                                                                                            | Premier tour 11 juin 2017 | Premier tour 11 juin 2017 | Second tour 18 juin 2017 | Second tour 18 juin 2017 |
|                                                                                |                                                                                            |                           |                           |                          |                          |
|                                                                                |                                                                                            | Nombre                    | % des inscrits            | Nombre                   | % des inscrits           |
| Inscrits                                                                       | Inscrits                                                                                   | 85 370                    | 100,00                    | 85 368                   | 100,00                   |
| Abstentions                                                                    | Abstentions                                                                                | 47 184                    | 55,27                     | 52 372                   | 61,35                    |
| Votants                                                                        | Votants                                                                                    | 38 186                    | 44,73                     | 32 996                   | 38,65                    |
|                                                                                |                                                                                            |                           | % des votants             |                          | % des votants            |
| Bulletins blancs                                                               | Bulletins blancs                                                                           | 470                       | 1,23                      | 2 523                    | 7,65                     |
| Bulletins nuls                                                                 | Bulletins nuls                                                                             | 160                       | 0,42                      | 739                      | 2,24                     |
| Suffrages exprimés                                                             | Suffrages exprimés                                                                         | 37 556                    | 98,35                     | 29 734                   | 90,11                    |
|                                                                                |                                                                                            |                           |                           |                          |                          |
| Candidat Étiquette politique (partis et alliances)                             | Candidat Étiquette politique (partis et alliances)                                         | Voix                      | % des exprimés            | Voix                     | % des exprimés           |
|                                                                                |                                                                                            |                           |                           |                          |                          |
|                                                                                | Rodrigue Kokouendo La République en marche                                                 | 11 951                    | 31,82                     | 18 279                   | 61,48                    |
|                                                                                | Béatrice Troussard Front national                                                          | 6 645                     | 17,69                     | 11 455                   | 38,52                    |
|                                                                                | Yves Albarello (député sortant) Les Républicains (Union des démocrates et indépendants)    | 6 057                     | 16,13                     |                          |                          |
|                                                                                | Grégory Jurado La France insoumise                                                         | 4 556                     | 12,13                     |                          |                          |
|                                                                                | Marianne Margaté Parti communiste français                                                 | 2 491                     | 6,63                      |                          |                          |
|                                                                                | Stéphane Jabut Parti socialiste                                                            | 1 617                     | 4,31                      |                          |                          |
|                                                                                | Julien Proffit Divers droite                                                               | 1 185                     | 3,16                      |                          |                          |
|                                                                                | Farid Djabali Europe Écologie Les Verts                                                    | 1 043                     | 2,78                      |                          |                          |
|                                                                                | Jérôme Bocquet Divers (Parti animaliste)                                                   | 689                       | 1,83                      |                          |                          |
|                                                                                | Rose-Marie Huguet Debout la France                                                         | 657                       | 1,75                      |                          |                          |
|                                                                                | Vincent Poiret Divers (Union populaire républicaine)                                       | 237                       | 0,63                      |                          |                          |
|                                                                                | Catherine Weiss Lutte ouvrière                                                             | 237                       | 0,63                      |                          |                          |
|                                                                                | Jean-Thierry Guilleré-Delangre Divers droite (Centre national des indépendants et paysans) | 169                       | 0,45                      |                          |                          |
|                                                                                | Brice Masseix Divers                                                                       | 22                        | 0,06                      |                          |                          |
| Source : Ministère de l'Intérieur - Septième circonscription de Seine-et-Marne |                                                                                            |                           |                           |                          |                          |

#### Huitième circonscription
Député sortant : Eduardo Rihan Cypel (Parti socialiste).
|                                                                                |                                                                        |                           |                           |                          |                          |
|                                                                                |                                                                        | Premier tour 11 juin 2017 | Premier tour 11 juin 2017 | Second tour 18 juin 2017 | Second tour 18 juin 2017 |
|                                                                                |                                                                        |                           |                           |                          |                          |
|                                                                                |                                                                        | Nombre                    | % des inscrits            | Nombre                   | % des inscrits           |
| Inscrits                                                                       | Inscrits                                                               | 88 870                    | 100,00                    | 88 870                   | 100,00                   |
| Abstentions                                                                    | Abstentions                                                            | 48 742                    | 54,85                     | 56 337                   | 63,39                    |
| Votants                                                                        | Votants                                                                | 40 128                    | 45,15                     | 32 533                   | 36,61                    |
|                                                                                |                                                                        |                           | % des votants             |                          | % des votants            |
| Bulletins blancs                                                               | Bulletins blancs                                                       | 444                       | 1,11                      | 2 677                    | 8,23                     |
| Bulletins nuls                                                                 | Bulletins nuls                                                         | 172                       | 0,43                      | 858                      | 2,64                     |
| Suffrages exprimés                                                             | Suffrages exprimés                                                     | 39 512                    | 98,46                     | 28 998                   | 89,13                    |
|                                                                                |                                                                        |                           |                           |                          |                          |
| Candidat Étiquette politique (partis et alliances)                             | Candidat Étiquette politique (partis et alliances)                     | Voix                      | % des exprimés            | Voix                     | % des exprimés           |
|                                                                                |                                                                        |                           |                           |                          |                          |
|                                                                                | Jean-Michel Fauvergue La République en marche                          | 16 632                    | 42,09                     | 19 485                   | 67,19                    |
|                                                                                | Chantal Brunel Les Républicains (Union des démocrates et indépendants) | 5 729                     | 14,50                     | 9 513                    | 32,81                    |
|                                                                                | Julia Killian La France insoumise                                      | 5 140                     | 13,01                     |                          |                          |
|                                                                                | Josette Blesson Front national                                         | 4 143                     | 10,49                     |                          |                          |
|                                                                                | Eduardo Rihan Cypel (député sortant) Parti socialiste                  | 4 051                     | 10,25                     |                          |                          |
|                                                                                | Sabrina Seghiri Europe Écologie Les Verts                              | 1 567                     | 3,97                      |                          |                          |
|                                                                                | Flora Domingues Parti communiste français                              | 862                       | 2,18                      |                          |                          |
|                                                                                | Jacqueline Levy Debout la France                                       | 804                       | 2,03                      |                          |                          |
|                                                                                | Xavier Arnaud Divers (Union populaire républicaine)                    | 393                       | 0,99                      |                          |                          |
|                                                                                | Frédéric Renault Lutte ouvrière                                        | 191                       | 0,48                      |                          |                          |
|                                                                                | Frédéric Romet Divers                                                  | 0                         | 0,00                      |                          |                          |
| Source : Ministère de l'Intérieur - Huitième circonscription de Seine-et-Marne |                                                                        |                           |                           |                          |                          |

#### Neuvième circonscription
Député sortant : Guy Geoffroy (Les Républicains).
|                                                                                |                                                                                       |                           |                           |                          |                          |
|                                                                                |                                                                                       | Premier tour 11 juin 2017 | Premier tour 11 juin 2017 | Second tour 18 juin 2017 | Second tour 18 juin 2017 |
|                                                                                |                                                                                       |                           |                           |                          |                          |
|                                                                                |                                                                                       | Nombre                    | % des inscrits            | Nombre                   | % des inscrits           |
| Inscrits                                                                       | Inscrits                                                                              | 85 972                    | 100,00                    | 85 973                   | 100,00                   |
| Abstentions                                                                    | Abstentions                                                                           | 48 272                    | 56,15                     | 54 580                   | 63,49                    |
| Votants                                                                        | Votants                                                                               | 37 700                    | 43,85                     | 31 393                   | 36,51                    |
|                                                                                |                                                                                       |                           | % des votants             |                          | % des votants            |
| Bulletins blancs                                                               | Bulletins blancs                                                                      | 428                       | 1,14                      | 2 320                    | 7,39                     |
| Bulletins nuls                                                                 | Bulletins nuls                                                                        | 125                       | 0,33                      | 769                      | 2,45                     |
| Suffrages exprimés                                                             | Suffrages exprimés                                                                    | 37 147                    | 98,53                     | 28 304                   | 90,16                    |
|                                                                                |                                                                                       |                           |                           |                          |                          |
| Candidat Étiquette politique (partis et alliances)                             | Candidat Étiquette politique (partis et alliances)                                    | Voix                      | % des exprimés            | Voix                     | % des exprimés           |
|                                                                                |                                                                                       |                           |                           |                          |                          |
|                                                                                | Michèle Peyron La République en marche                                                | 13 370                    | 35,99                     | 15 361                   | 54,27                    |
|                                                                                | Guy Geoffroy (député sortant) Les Républicains (Union des démocrates et indépendants) | 7 268                     | 19,57                     | 12 943                   | 45,73                    |
|                                                                                | Pascal Fiandrin Front national                                                        | 5 295                     | 14,25                     |                          |                          |
|                                                                                | Delphine Heuclin La France insoumise                                                  | 4 709                     | 12,68                     |                          |                          |
|                                                                                | Monique Delessard Parti socialiste                                                    | 2 507                     | 6,75                      |                          |                          |
|                                                                                | Fernande Trezentos Oliveira Europe Écologie Les Verts                                 | 1 147                     | 3,09                      |                          |                          |
|                                                                                | Pascal Robert Debout la France                                                        | 1 004                     | 2,70                      |                          |                          |
|                                                                                | Elsa Martin Parti communiste français                                                 | 628                       | 1,69                      |                          |                          |
|                                                                                | Nathalie Maurize Écologiste (Parti animaliste)                                        | 379                       | 1,02                      |                          |                          |
|                                                                                | Mélina Da Rocha Divers (Union populaire républicaine)                                 | 305                       | 0,82                      |                          |                          |
|                                                                                | François Verret Régionaliste (Parti pour la décroissance)                             | 275                       | 0,74                      |                          |                          |
|                                                                                | Florence Woods Lutte ouvrière                                                         | 178                       | 0,48                      |                          |                          |
|                                                                                | Daniel Martin Extrême gauche (Parti ouvrier indépendant démocratique)                 | 82                        | 0,22                      |                          |                          |
| Source : Ministère de l'Intérieur - Neuvième circonscription de Seine-et-Marne |                                                                                       |                           |                           |                          |                          |

#### Dixième circonscription
Député sortant : Émeric Bréhier (Parti socialiste).
|                                                                               |                                                           |                           |                           |                          |                          |
|                                                                               |                                                           | Premier tour 11 juin 2017 | Premier tour 11 juin 2017 | Second tour 18 juin 2017 | Second tour 18 juin 2017 |
|                                                                               |                                                           |                           |                           |                          |                          |
|                                                                               |                                                           | Nombre                    | % des inscrits            | Nombre                   | % des inscrits           |
| Inscrits                                                                      | Inscrits                                                  | 79 367                    | 100,00                    | 79 365                   | 100,00                   |
| Abstentions                                                                   | Abstentions                                               | 45 156                    | 56,90                     | 49 983                   | 62,98                    |
| Votants                                                                       | Votants                                                   | 34 211                    | 43,10                     | 29 382                   | 37,02                    |
|                                                                               |                                                           |                           | % des votants             |                          | % des votants            |
| Bulletins blancs                                                              | Bulletins blancs                                          | 440                       | 1,29                      | 1 706                    | 5,81                     |
| Bulletins nuls                                                                | Bulletins nuls                                            | 203                       | 0,59                      | 765                      | 2,60                     |
| Suffrages exprimés                                                            | Suffrages exprimés                                        | 33 568                    | 98,12                     | 26 911                   | 91,59                    |
|                                                                               |                                                           |                           |                           |                          |                          |
| Candidat Étiquette politique (partis et alliances)                            | Candidat Étiquette politique (partis et alliances)        | Voix                      | % des exprimés            | Voix                     | % des exprimés           |
|                                                                               |                                                           |                           |                           |                          |                          |
|                                                                               | Stéphanie Do La République en marche                      | 12 796                    | 38,12                     | 15 154                   | 56,31                    |
|                                                                               | Maxime Laisney La France insoumise                        | 5 043                     | 15,02                     | 11 757                   | 43,69                    |
|                                                                               | Céline Netthavongs Union des démocrates et indépendants   | 4 288                     | 12,77                     |                          |                          |
|                                                                               | Véronique Fornilli-Rata Front national                    | 3 729                     | 11,11                     |                          |                          |
|                                                                               | Juliette Méadel Parti socialiste                          | 2 791                     | 8,31                      |                          |                          |
|                                                                               | Frank Mouly Parti communiste français                     | 1 598                     | 4,76                      |                          |                          |
|                                                                               | Pascal Vesvre Europe Écologie Les Verts                   | 1 422                     | 4,24                      |                          |                          |
|                                                                               | Olivier de Sousa Les Républicains                         | 830                       | 2,47                      |                          |                          |
|                                                                               | Raphaël Gilard Debout la France                           | 525                       | 1,56                      |                          |                          |
|                                                                               | Aurélie Doerflinger Divers (Union populaire républicaine) | 305                       | 0,91                      |                          |                          |
|                                                                               | Gabrielle Frija Lutte ouvrière                            | 241                       | 0,72                      |                          |                          |
| Source : Ministère de l'Intérieur - Dixième circonscription de Seine-et-Marne |                                                           |                           |                           |                          |                          |

#### Onzième circonscription
Député sortant : Olivier Faure (Parti socialiste).
|                                                                               |                                                                         |                           |                           |                          |                          |
|                                                                               |                                                                         | Premier tour 11 juin 2017 | Premier tour 11 juin 2017 | Second tour 18 juin 2017 | Second tour 18 juin 2017 |
|                                                                               |                                                                         |                           |                           |                          |                          |
|                                                                               |                                                                         | Nombre                    | % des inscrits            | Nombre                   | % des inscrits           |
| Inscrits                                                                      | Inscrits                                                                | 64 893                    | 100,00                    | 64 893                   | 100,00                   |
| Abstentions                                                                   | Abstentions                                                             | 37 524                    | 57,82                     | 40 440                   | 62,32                    |
| Votants                                                                       | Votants                                                                 | 27 369                    | 42,18                     | 24 453                   | 37,68                    |
|                                                                               |                                                                         |                           | % des votants             |                          | % des votants            |
| Bulletins blancs                                                              | Bulletins blancs                                                        | 723                       | 2,64                      | 1 779                    | 7,28                     |
| Bulletins nuls                                                                | Bulletins nuls                                                          | 65                        | 0,24                      | 349                      | 1,43                     |
| Suffrages exprimés                                                            | Suffrages exprimés                                                      | 26 581                    | 97,12                     | 22 325                   | 91,30                    |
|                                                                               |                                                                         |                           |                           |                          |                          |
| Candidat Étiquette politique (partis et alliances)                            | Candidat Étiquette politique (partis et alliances)                      | Voix                      | % des exprimés            | Voix                     | % des exprimés           |
|                                                                               |                                                                         |                           |                           |                          |                          |
|                                                                               | Amandine Rubinelli La République en marche                              | 8 078                     | 30,39                     | 8 686                    | 38,91                    |
|                                                                               | Olivier Faure (député sortant) Parti socialiste                         | 7 274                     | 27,37                     | 13 639                   | 61,09                    |
|                                                                               | Daniel Allioux La France insoumise                                      | 3 818                     | 14,36                     |                          |                          |
|                                                                               | Jean-Marie Launay Front national                                        | 3 550                     | 13,36                     |                          |                          |
|                                                                               | Natacha Bedhiaf Les Républicains (Union des démocrates et indépendants) | 2 216                     | 8,34                      |                          |                          |
|                                                                               | Évelyne Marque Gras Debout la France                                    | 626                       | 2,36                      |                          |                          |
|                                                                               | Jean-Marc Governatori Écologiste (Mouvement 100 %)                      | 478                       | 1,80                      |                          |                          |
|                                                                               | Françoise Schmitt Divers (Union populaire républicaine)                 | 285                       | 1,07                      |                          |                          |
|                                                                               | Anne de La Torre Lutte ouvrière                                         | 256                       | 0,96                      |                          |                          |
| Source : Ministère de l'Intérieur - Onzième circonscription de Seine-et-Marne |                                                                         |                           |                           |                          |                          |